# Kurzycko
Kurzycko [kuˈʐɨt͡skɔ] (trước đây là Voigtsdorf của Đức) là một ngôi làng thuộc khu hành chính của Gmina Mieszkowice, thuộc hạt Gryfino, West Pomeranian Voivodeship, ở phía tây bắc Ba Lan, gần biên giới Đức. Nó nằm khoảng 3 kilômét (2 mi) về phía tây nam của Mieszkowice, 55 km (34 mi) phía nam Gryfino và 74 km (46 mi) phía nam thủ đô khu vực Szczecin.
Trước năm 1945, khu vực này là một phần của Đức. Đối với lịch sử của khu vực, xem Lịch sử của Pomerania.
Ngôi làng có dân số là 223 người.